# Java Secure Socket Extension
Java Secure Socket Extension (JSSE) – jest biblioteką w języku Java implementującym protokoły komunikacyjne Secure Sockets Layer oraz Transport Layer Security. Funkcjonalność obejmuje kodowanie, uwierzytelnienie serwera, integralność danych oraz opcjonalnie uwierzytelnienie klienta.